# Fissarena
Fissarena là một chi nhện trong họ Trochanteriidae.